# Башкирские казаки
Башкирские казаки (баш. Казачий башҡорттар) — сословие башкирских казаков, в составе северо-восточных башкир.

## Родовой состав башкирских казаков
(Родовые подразделения: акбай • аккаинмбурак • калмак • катай • куйун • кулай • кулумбай • курэн • цыган • салим).

## Этническая история
Сложились в отдельное этническое сословие из состава разных башкирских племён.

## Территория расселения
Преимущественно расселены в современных Оренбургской и Челябинской областях, а также на юго-востоке Башкортостана .